# Electronic Sound
Electronic Sound je druhé sólové studiové album anglického hudebníka George Harrisona. Vydáno bylo v květnu roku 1969 jako druhé ze dvou alb, které za své krátké existence vydala společnost Zapple Records. Jde o experimentální desku, která sestává ze dvou dlouhých nahrávek, které Harrison nahrál na syntezátor Moog. Na obalu alba se nachází Harrisonova vlastní malba.

## Seznam skladeb
Autorem všech skladeb je George Harrison.
1. Under the Mersey Wall – 18:41
2. No Time or Space – 25:10